# ディプロドクス
ディプロドクス（学名：genus Diplodocus）は、約1億5,400万- 約1億5,200万年前（キンメリッジアン後期）の北アメリカ大陸に生息していた大型草食性恐竜の一種（1属）。竜盤目- 竜脚形亜目- 竜脚下目- ディプロドクス科- ディプロドクス亜科 (Diplodocinae) に分類される、同科の模式属である。ほぼ完全な骨格が見つかっているものの中では最長。

## 呼称

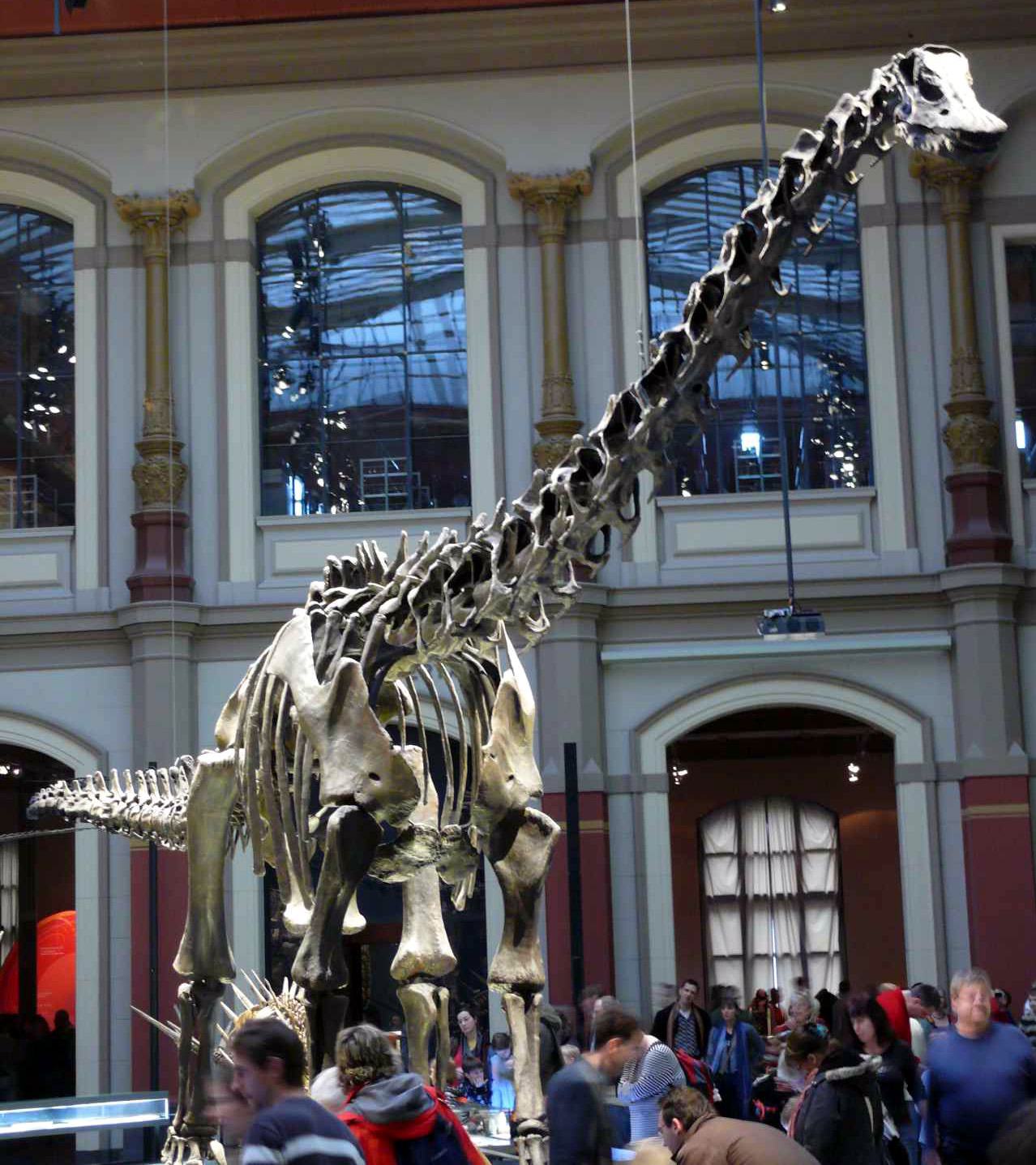
D. carnegii の全身骨格標本
（ドイツ、ベルリンのフンボルト博物館）

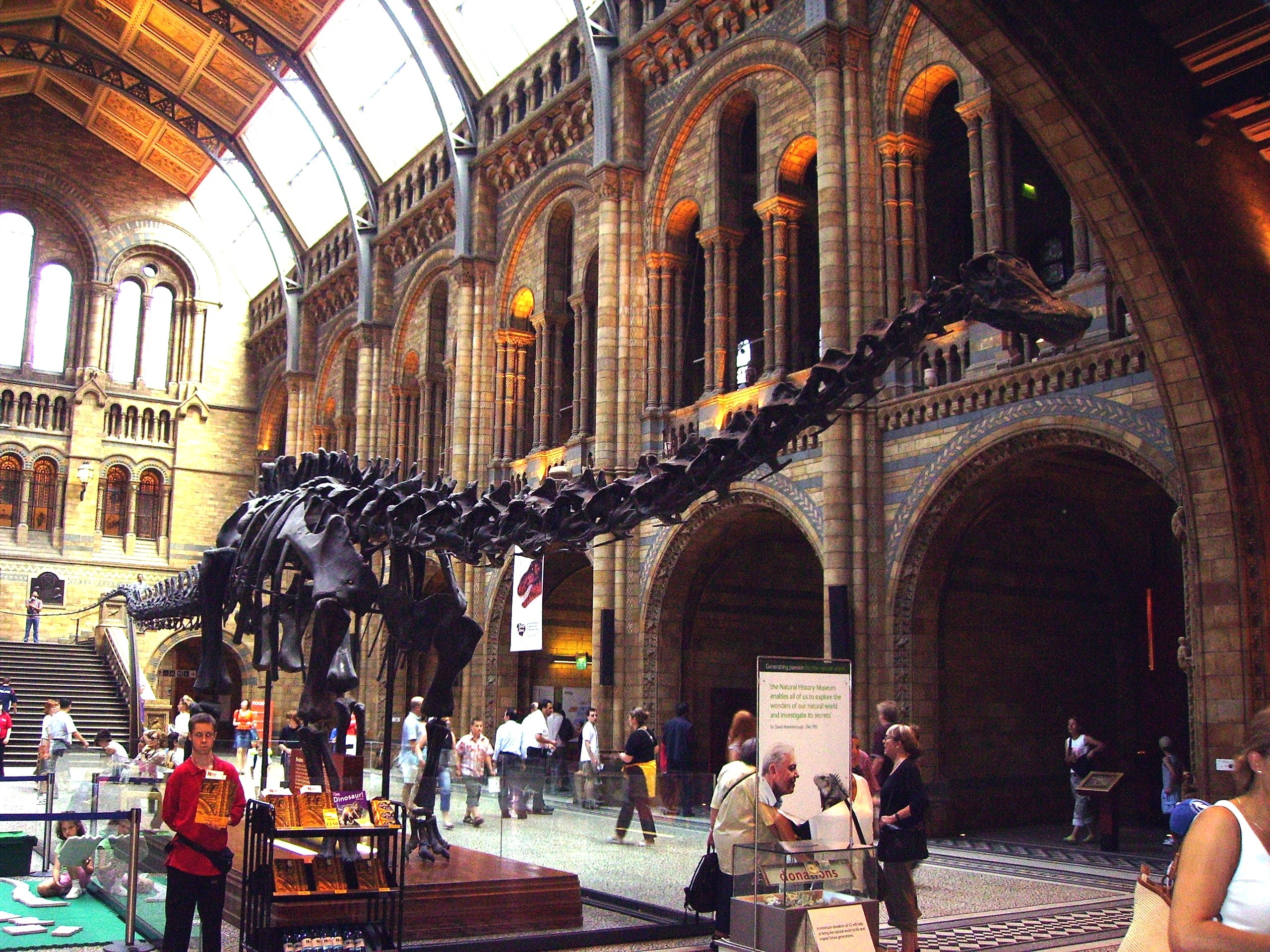
D. carnegii の全身骨格標本
（イギリスのロンドン自然史博物館・中央ホールにて展示）

属名（ラテン語）は「二重の梁を持つもの」を意味し、脊椎骨の形状に由来する。
これを受けて漢字では、日本語で「梁竜（りょうりゅう）」、中国語で「梁龍（リャンロン）」と記す。

## 古生物学

### 形態・生態
全長約20 - 33m。アパトサウルスなど他の竜脚類と比べると華奢で、体重は比較的軽く、10 - 20t程度と見られる。
最大の特徴は、細めの体と長大な尾である。この尾は、強靭な筋肉によって鞭のように振るなど主に自衛のために使われたと考えられる（全力で打ち振るわれた尾の先端部は、鞭がそうであるように、音速を超えたという説もある）。巨大な植物食動物で、足跡の化石などから他の竜脚類と同様に群れを成して生活していたと考えられている。水源に行きやすく、植物が豊富な沼地の近くに生息していた。成体になると天敵はいなかったが、幼体の間はケラトサウルスやアロサウルスの狩りの標的になっていた可能性がある。
頭蓋骨は高さが比較的無く、前後に長い。口の前半に鉛筆のようなまっすぐな歯が生えていた。他の竜脚類ではスプーン状の歯を持つものが多く、この形は本属も含むディプロドクス科に固有の特徴である。より進化したティタノサウルス科 (cf. en) もこの形に近い頭蓋骨と歯を持つため、一時期ディプロドクス科と近縁と考えられたが、初期の種の特徴からむしろブラキオサウルスに近いことが分かり、収斂進化の結果と見なされることとなった。この独特の歯で樹木の葉を櫛（くし）で漉（す）き取るように食べていたと推測される。ちなみにディプロドクスは鼻孔の形状などから、現生のゾウやバクのような筋肉質な鼻を持っていた可能性が指摘されており、そうであれば歯と合わせて採食に用いられたかもしれないが、推定される顔面神経の小ささからこれを疑う研究もある。他の竜脚類と同様、噛まずに呑み込まれた葉は筋肉質の胃袋の中で胃石とともにすり潰されて消化されたようで、化石の腹部から磨耗して丸くなった石が多数発見されている。

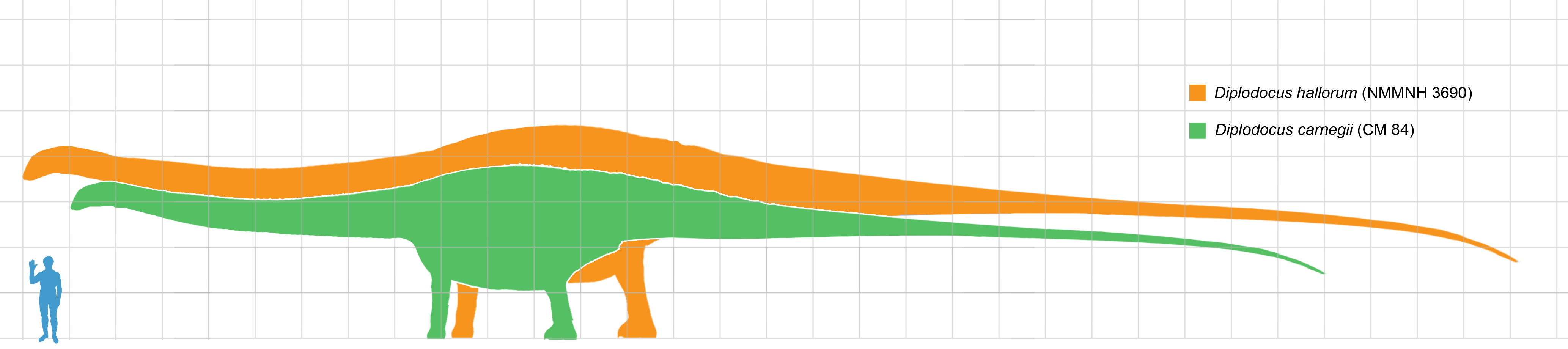
ヒトとの大きさの比較。 緑色はD. carnegii, オレンジ色はD. hallorum。
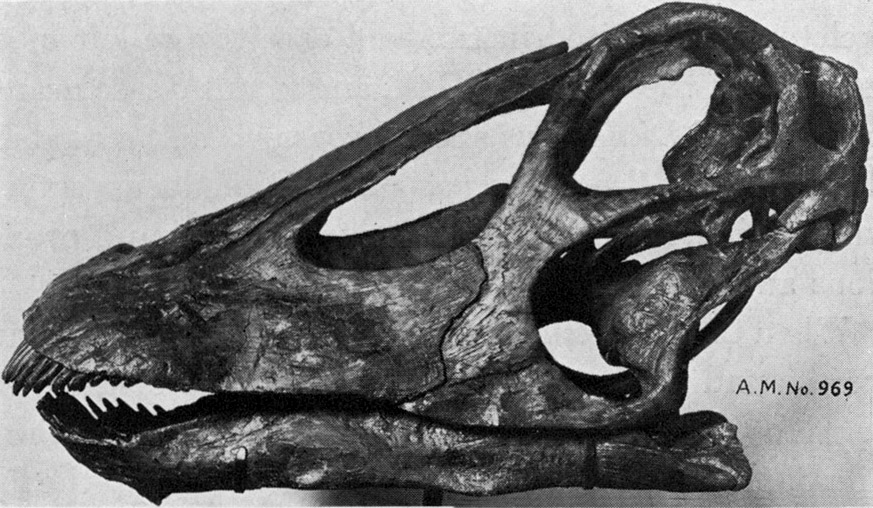
D. longus の頭蓋骨化石標本（産出地：米国ワイオミング州ララミー近郊のボーンキャビン採石場［en］）
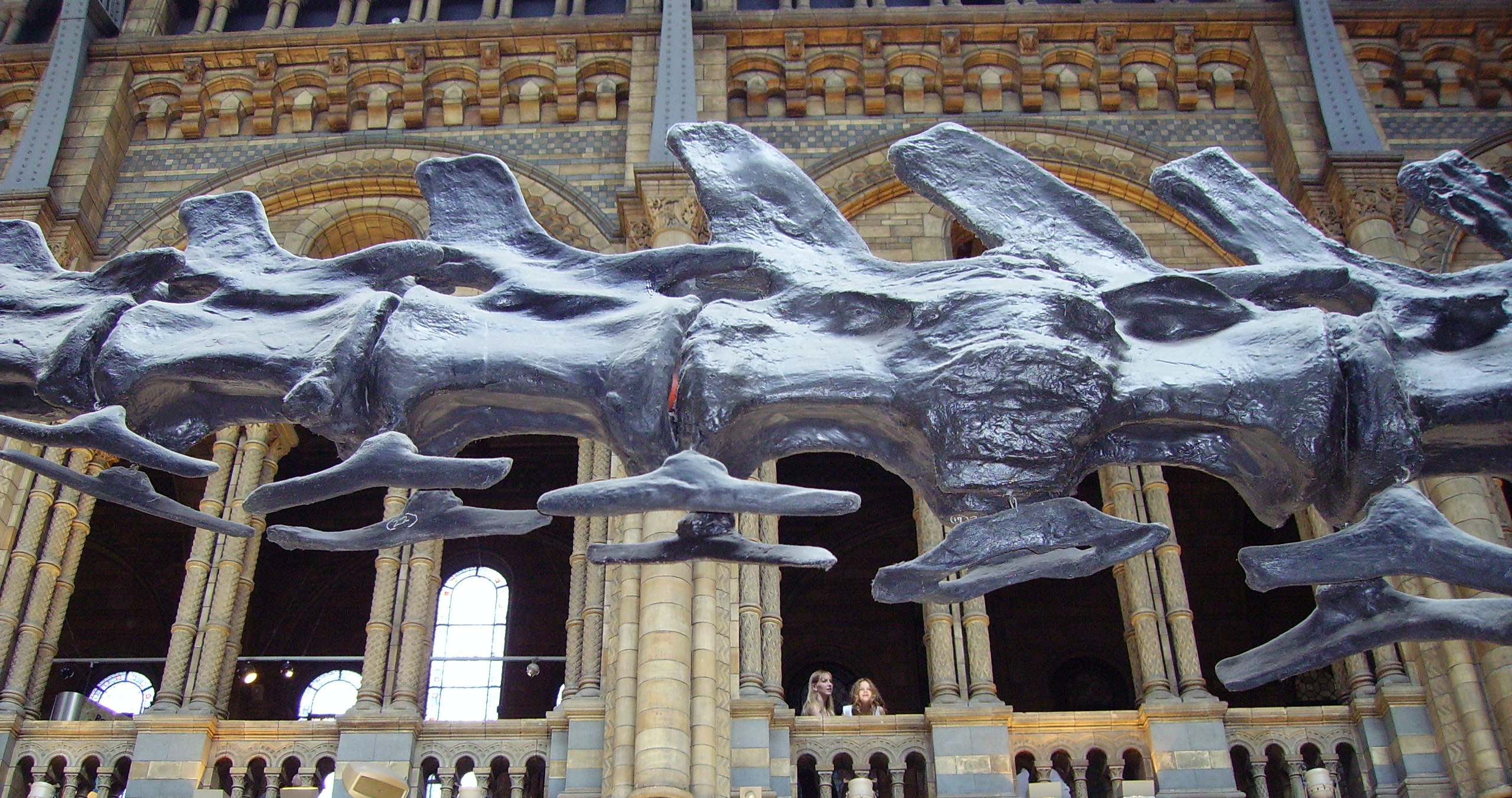
D. carnegii の脊椎骨化石標本（イギリスのロンドン自然史博物館・中央ホールにて展示）

## 分類

### 下位分類
下位分類は、現在（2010年代初頭）4種が有効種として知られている。最初に発見された種は Diplodocus longus （ディプロドクス・ロングス）であるが、最も有名なのは、アメリカの実業家アンドリュー・カーネギーの援助下で発見された Diplodocus carnegii （ディプロドクス・カルネギイイ）である。また、2004年、Seismosaurus hallorum （セイスモサウルス・ハロルム）と呼ばれてきた標本がディプロドクス属の1種であることが判明し、Diplodocus hallorum （ディプロドクス・ハロルム）の名でもって再分類された。
下記の内容は左から順に、学名、仮名転写（ラテン語読み準拠と言語的揺らぎによる別の読み）、特記事項。
略号の意味は、la=ラテン語による別音、en=英語に見られる発音。jc=日本語による別言語風の混合読み。
- Diplodocus carnegii　Hatcher, 1901

ディプロドクス・カルネギイイ（jc: カルネギイ / en: ダイプロダカス・カーネギーアイ、ディプロゥドゥーカス・カーネギーアイ）　：ときに Diplodocus carnegiei と記されることがある（ディプロドクス・カルネギエイと読まれる）。
- Diplodocus hallorum　(Gillette, 1979) Lucas et al., 2004

ディプロドクス・ハッロルム（la: ハルロルム、アッロルム、アルロルム / jc: ハロルム）　：シノニムに Seismosaurus hallorum Gillette, 1994 （セイスモサウルス・ハロルム）あり。
- Diplodocus hayi　Holland, 1924

ディプロドクス・ハュイ（la: アュイ / jc: ハイ / en: ダイプロダカス・ヘイアイ、ディプロゥドゥーカス・ヘイアイ）
- Diplodocus longus　Marsh, 1878

ディプロドクス・ロングス（en: ダイプロダカス・ロンガズ、ディプロゥドゥーカス・ロンガス）　：模式種。

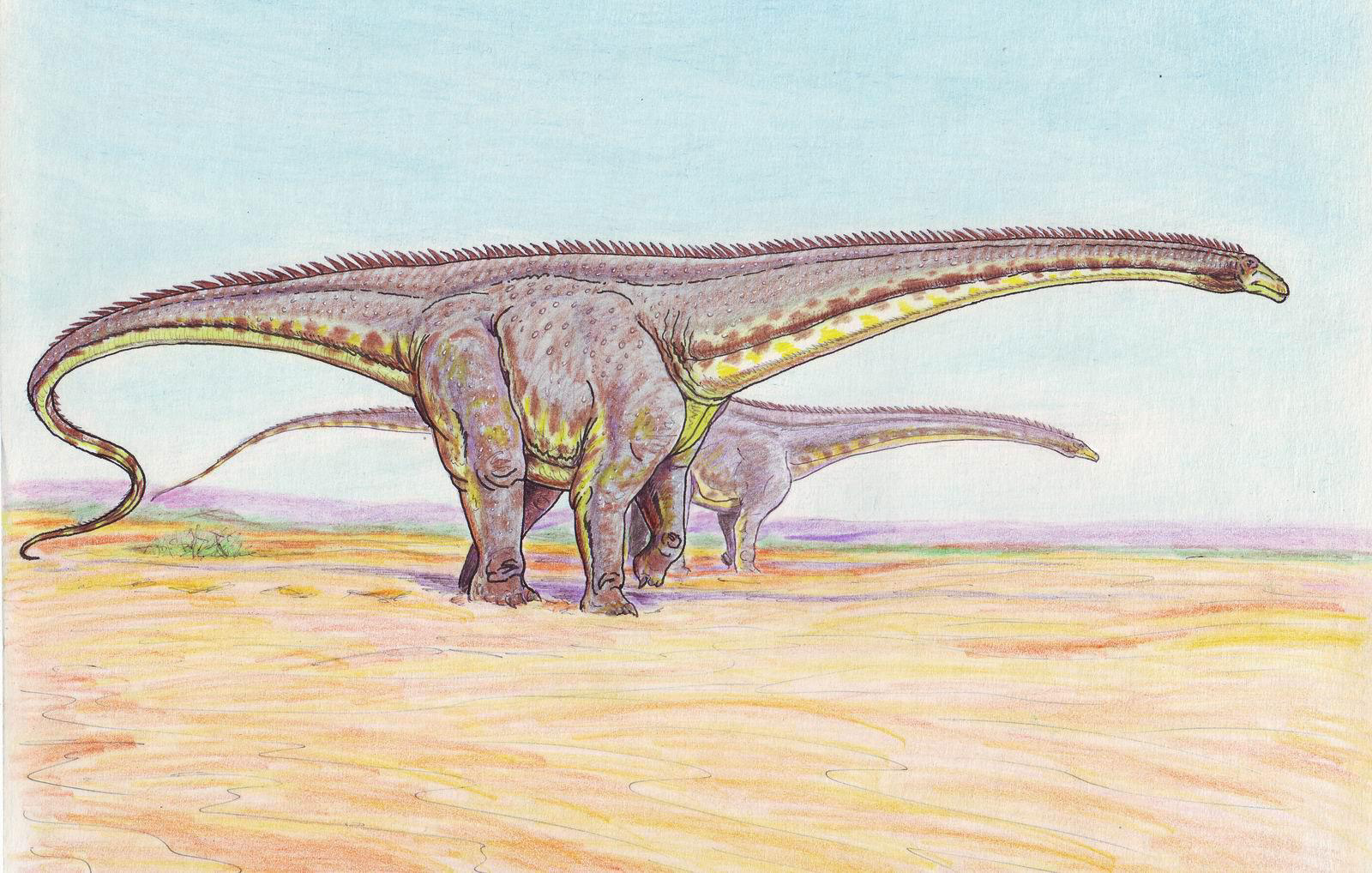
D. longus の生態復元想像図
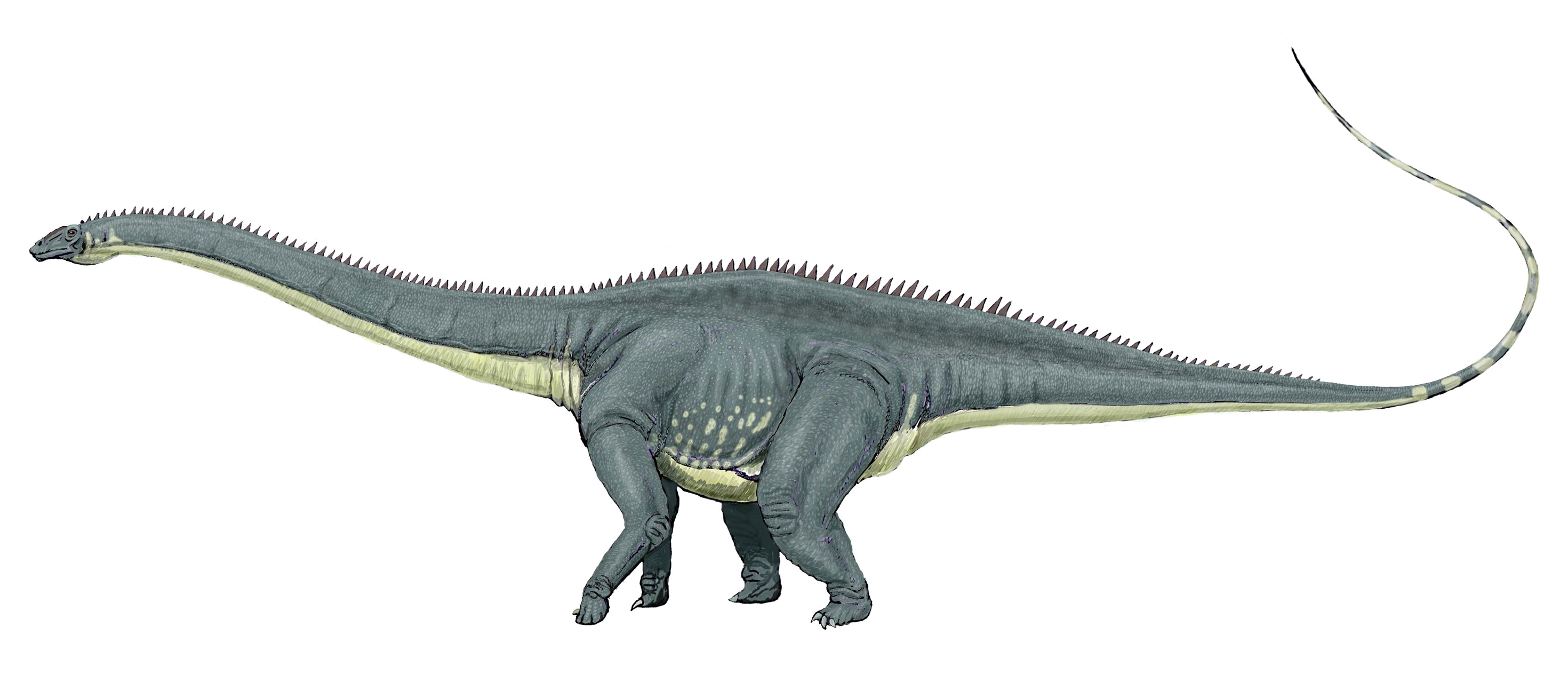
D. carnegii の生態復元想像図
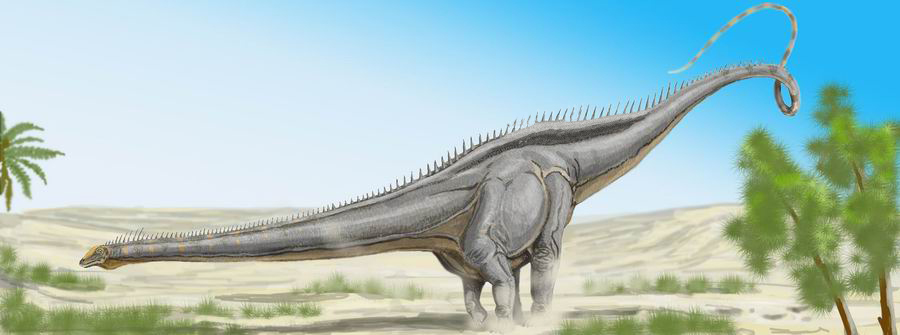
D. hallorum （ディプロドクス・ハロルム［シノニム：セイスモサウルス・ハロルム］）の生態復元想像図

### 上位分類
ディプロドクス属は、バロサウルス属とともにディプロドクス亜科 (subfamilia Diplodocinae) を形成する。これにスーパーサウルス属を加える説もあるが、アパトサウルス亜科分類説と並立している。ディプロドクス亜科は、アパトサウルス属に代表されるアパトサウルス亜科、および、亜科未定の属とともにディプロドクス科 (familia Diplodocidae) を形成する。ディプロドクス科は、ディクラエオサウルス科 (familia Dicraeosauridae) などとともに "whip-tails" として束ねる概念があり、"whip-tails" は、レバッキサウルス類などとともにディプロドクス上科 (superfamilia Diplodocoidea) を形成する。以上、2010年代初頭の知見。なお、? は異説あって不特定の意。
† 新竜脚類 Neosauropoda
- ? ハプロカントサウルス属 Haplocanthosaurus　：異説では新竜脚類に近縁の外部。
- ? ジョバリア属 Jobaria　：異説では新竜脚類に近縁の外部。
- マクロナリア Macronaria （もしくは ティタノサウルス上科 Titanosauroidea）
  - カマラサウルス科 Camarasauridae　：カマラサウルス属、ほか。
  - ティタノサウルス型類 Titanosauriformes
    - ブラキオサウルス科 Brachiosauridae　：ブラキオサウルス属、ほか。
    - フアンヘティタン科 Huanghetitanidae
    - ソンフォスポンディリ Somphospondyli　：ティタノサウルス類と先行的グループからなるタクソン。
      - ティタノサウルス類 Titanosauria　：ティタノサウルス属、ほか。
- ディプロドクス上科 Diplodocoidea
  - アマゾンサウルス属 Amazonsaurus
  - レバッキサウルス類 Rebbachisauroidea
    - ヒストリアサウルス属 Histriasaurus
    - レバッキサウルス科 Rebbachisauridae

  - Flagellicaudata (whip-tails)
    - ディクラエオサウルス科 Dicraeosauridae
      - アマルガサウルス属 Amargasaurus
      - ブラキトラケロパン属 Brachytrachelopan
      - ディクラエオサウルス属 Dicraeosaurus

    - スウワッセア属 Suuwassea
    - ディプロドクス科 Diplodocidae
      -  ? アンフィコエリアス属 Amphicoelias
      - アウストラロドクス属 Australodocus
      - ケティオサウリスクス属 Cetiosauriscus
      - ディンヘイロサウルス属 Dinheirosaurus
      - アパトサウルス亜科 Apatosaurinae
        - アパトサウルス属 Apatosaurus
        - エオブロントサウルス属 Eobrontosaurus
        - スーパーサウルス属 Supersaurus　：異説ではディプロドクス亜科に属す。

      - ディプロドクス亜科 Diplodocinae
        - バロサウルス属 Barosaurus
        - ディプロドクス属 Diplodocus